# Rivellia succinata
Rivellia succinata är en tvåvingeart som först beskrevs av Christian Rudolph Wilhelm Wiedemann 1830.  Rivellia succinata ingår i släktet Rivellia och familjen bredmunsflugor.
Artens utbredningsområde är Florida. Inga underarter finns listade i Catalogue of Life.